# Hermann Thoms
Hermann Thoms (Neustrelitz, 20 marzo 1859 – Berlino, 28 novembre 1931) è stato un chimico tedesco, direttore dell'Istituto di chimica farmaceutica a Berlino.
Abile ricercatore, si occupò per lo più di chimica organica (composti eterociclici).
Tra i più attivi collaboratori dell'Archiv de Pharmazie, fondò a Berlino una Società Farmaceutica.